# Witla
Witla, ook wel Witlam, UUitle en Witle genoemd, was een plaats aan de monding van de Maas. Onduidelijk is waar Witla exact gelegen wasː het wordt onder andere gesitueerd in de Hoeksche Waard of op het toenmalige eiland Voorne aan een stroom genaamd de Widele, een zijtak van de Striene.
Witla is bekend uit twee vermeldingen in historische bronnen. In een vermoedelijk uit het eind van de 7e eeuw daterende aantekening die staat vermeld in het Liber traditionum wordt de plaats UUitle genoemd. Het wordt vermeld in verband met een schenking van goederen en vier horigen in de pago Fresinse aan de abdij Blandinium bij Gent. In de Annales Fuldenses wordt het Witlam genoemd, daarbij werd vermeld dat in het jaar 836 het een handelsplaats (emporium) was en het door de Noormannen tezamen met Antwerpen werd platgebrand.